# Oratemnus
Genre
Synonymes
- Steiratemnus Beier, 1948

Oratemnus est un genre de pseudoscorpions de la famille des Atemnidae.

## Distribution
Les espèces de ce genre se rencontrent en Asie du Sud-Est, en Asie du Sud, en Océanie, aux Seychelles et aux Antilles Ainsi qu'à Saint Lary boujean en France 

## Liste des espèces
Selon Pseudoscorpions of the World (version 3.0) :
- Oratemnus afghanicus Beier, 1959
- Oratemnus articulosus (Simon, 1899)
- Oratemnus boettcheri Beier, 1932
- Oratemnus brevidigitatus Beier, 1940
- Oratemnus confusus Murthy & Ananthakrishnan, 1977
- Oratemnus curtus (Beier, 1954)
- Oratemnus distinctus (Beier, 1948)
- Oratemnus indicus (With, 1906)
- Oratemnus loyolai Sivaraman, 1980
- Oratemnus manilanus Beier, 1932
- Oratemnus navigator (With, 1906)
- Oratemnus philippinensis Beier, 1932
- Oratemnus proximus Beier, 1932
- Oratemnus punctatus (L. Koch & Keyserling, 1885)
- Oratemnus saigonensis (Beier, 1930)
- Oratemnus samoanus Beier, 1932
- Oratemnus semidivisus Redikorzev, 1938
- Oratemnus timorensis Beier, 1932
- Oratemnus yodai Morikawa, 1968

L'espèce Oratemnus cavernicola a été placée dans le genre Anatemnus par Alexander, Burger et Harvey en 2014.

## Publication originale
- Beier, 1932 : Revision der Atemnidae (Pseudoscorpionidea). Zoologische Jahrbücher, Abteilung für Systematik, Ökologie und Geographie der Tiere, vol. 62, p. 547-610.